# Schizaeales
Schizaeales é uma ordem de pteridófitas da classe Polypodiopsida.

## Descrição
Enquanto os três clados de Schizaeales se distinguem bem uns dos outros por numerosos caracteres morfológicos, todos os membros da ordem apresentam frondes dimórficas, num dimorfismo que se traduz por frondes férteis e frondes estéreis bem diferenciadas e sem soros bem definidos. Os esporângios apresentam um ânulo horizontal que fica abaixo e circunda completamente o topo do esporângio.
A ordem Schizaeales apresentava uma distribuição com concentração no hemisfério norte até ao Mesozóico, mas no Quaternário, houve uma mudança clara para uma distribuição centrada no hemisfério sul.

## Filogenia e sistemática
Na classificação de base filogenética molecular de Smith et al., publicada em 2006, a ordem Schizaeales foi colocada entre os pteridófitos leptosporangiados, na classe Polypodiopsida. O grupo foi subdividido em três famílias: Anemiaceae, Lygodiaceae e Schizaeaceae.
A sequência linear de Christenhusz et al. (2011), estruturada para manter compatibilidade com a classificação de Chase & Reveal (2009), que colocou todas as plantas terrestres nas Equisetopsida, reclassificando as Polypodiopsida de Smith como a subclasse Polypodiidae e colocou entre elas as Schizaeales, com as mesmas três famílias.
A classificação de Christenhusz & Chase (2014) coloccou todos os membros das Schizaeales numa família Schizaeaceae definida de forma alargada, reduzindo as três família previamente reconhecidas ao nível taxonómico de subfamílias como Anemioideae, Lygodioideae e Schizaeoideae.
O sistema PPG I de classificação das pteridófitas (de 2016) optou-se por regressar para a divisão em três famílias no contexto da ordem Schizaeales.
Historicamente, os pteridófitos agora colocados nesta ordem já foram todos agrupados numa família Schizaeaceae sensu lato na antiga ordem Filicales. No entanto, embora sejam comprovadamente filogeneticamente relacionadas, estes fetos diferem acentuadamente pelo que, em consequência, três agrupamentos foram elevados à categoria de família:
- Família Schizaeaceae — são geralmente fetos pequenos com frondes bifurcadas e uma aparência distinta, um tanto diferente da aparência mais comum dos pteridófitos;
- Família Anemiaceae — assemelham-se muito com os pteridófitos mais comuns e são tipicamente terrestres ou epipétricos;
- Família Lygodiaceae — os pteridófitos trepadores, que embora mantendo um aspecto morfológico geral semelhante aos pteridófitos mais comuns, são altamente distintos no seu hábito de crescimento, já que a ráquis da folhagem é longa e flexível, com crescimento indeterminado, de modo que as folhas formam longas trepadeiras ou estruturas decumbentes.

Houve uma época em que alguns autores acreditavam que os fetos aquáticos (da ordem Salviniales) eram aliados a esta ordem devido a certas semelhanças estruturais, mas os estudos cladísticos modernos descartaram qualquer aliança especial.